# The Eyes of Truth
«The Eyes of Truth» — песня, написанная в 1994 году проектом Enigma. Сингл стал вторым релизом с альбома The Cross of Changes.
Сингл включает следующие ремиксы: Gotterdammerung Mix, являющийся танцевальной версией трека и полный дополнительных семплов и ритмов, а также Dub Mix. Первый был создан совместно Михаэлем Крету и Йенсом Гадом, а второй — одним Йенсом Гадом. Трек использовался в мировом трейлере кинофильма «Матрица» (смотреть на Youtube).
В композиции использована народная протяжная песня «Алсын газрын зэрэглээ» («Мираж из дали») в исполнении народной артистки Монголии Намжилын Норовбанзад и семпл начала композиции U2 «Ultraviolet (Light My Way)».

## Список композиций

### CD
- The Eyes of Truth [radio edit]
- The Eyes of Truth [dub version]

### 12″ винил
- The Eyes of Truth [Gotterdammerung mix (the Twilight of the Gods)]
- The Eyes of Truth [dub version (140bpm)]
- The Eyes of Truth [radio edit]

### CDM
- The Eyes of Truth [radio edit] (4:36)
- The Eyes of Truth [album version] (7:27)
- The Eyes of Truth [Gotterdammerung mix (the Twilight of the Gods)] (7:17)
- The Eyes of Truth [dub version (140bpm)] (5:34)